# Dubravka Ugrešić
Dubravka Ugrešić (Kutina, 27. ožujka 1949. – Amsterdam, 17. ožujka 2023.) bila je hrvatska književnica, esejistica i prevoditeljica.

## Životopis
Dubravka Ugrešić završila je komparativnu i rusku književnost na Filozofskom fakultetu Sveučilišta u Zagrebu. U Institutu za teoriju književnosti pri zagrebačkom Filozofskom fakultetu radila je gotovo dvadeset godina. Iz političkih je razloga početkom devedesetih godina 20. stoljeća bila primorana napustiti Hrvatsku, godinu dana nakon objave tada anonimnog pamfleta Vještice iz Rija kojim je napadnuto pet hrvatskih spisateljica. Nekoliko je godina provela u Njemačkoj i SAD-u, a od 2001. živjela je u Amsterdamu. Povremeno je predavala na američkim i europskim sveučilištima te pisala za europske novine i časopise.
Bila je „oštra kritičarka agresivnog nacionalizma i pregrijane kulture književnog tržišta”. Njezina su djela obilježena rijetkom kombinacijom ironije, polemičnosti i suosjećanja.
Ugrešić je u Hrvatskoj najpoznatija po kratkom romanu Štefica Cvek u raljama života, s podnaslovom Patchwork roman, u kojem se postmodernistički, ironično i duhovito igra trivijalnom literaturom (ljubićem) gradeći tekst kao krojni arak s naslovima koji slijede sve krojačke termine, te grafički i sadržajno ušivajući citate, pisma i savjete. Štefica Cvek u raljama života jest, nakon ustanovljene popularnosti, 1984. uspješno prebačena i na film (U raljama života Rajka Grlića). 
U istom vedrom tonu i postmodernističkom stilu stalnog propitivanja prirode pisanja i književnosti te suprotstavljanja popularne kulture visokoj literaturi, nastale su njezine zbirke kratkih priča Poza za prozu, Život je bajka, te roman Forsiranje romana-reke.
Problematiziranjem egzila i pitanjima identiteta bavila se u kasnijim romanima Muzej bezuvjetne predaje i Ministarstvo boli, dok je u romanu Baba Jaga je snijela jaje razvila lik Babe Jage, stare vještice iz mitova, bajki i narodnih predanja, od samih začetaka mita do zanimljivih likova starih žena i njihovih suvremenih sudbina.
Dubravka Ugrešić nagrađena je s nekoliko međunarodnih nagrada za svoj esejistički rad, počevši od zbirki Američki fikcionar i Kultura laži, te zbirke eseja, Zabranjeno čitanje, koja se bavi književnim trivijalnostima, izdavačima, agentima i piscima. Esejističke knjige Nikog nema doma, Napad na minibar i Europa u sepiji bave se širokim rasponom tema, od digitalne revolucije do služavki s Filipina. 
U koautorstvu s Aleksandrom Flakerom 1984. uredila je Pojmovnik ruske avangarde, djelo u devet svezaka. Bavila se prijevodima s ruskoga (Danil Harms, Boris Pilnjak) te uredila antologiju alternativne ruske proze (Pljuska u ruci). Autorica je književno-povijesne studije Nova ruska proza. Pisala je scenarije za film i televiziju (U raljama života, Za sreću je potrebno troje).
Knjige Dubravke Ugrešić prevedene su na gotovo sve europske jezike i nagrađivane međunarodnim nagradama. 
Ugrešić je začetnica ideje i inicijatorica pokretanja kolektivnog rada na Leksikonu YU mitologije. Potpisnica je Deklaracije o zajedničkom jeziku, u kojoj se tvrdi da se u Hrvatskoj, Bosni i Hercegovini, Srbiji i Crnoj Gori govore nacionalne standardne varijante zajedničkog policentričnog standardnog jezika.
Krajem ljeta 2017. otkriven joj je primarni rak od kojega je operirana u Zagrebu, ali koji se do sljedeće godine već proširio na kosti i konačno na mozak. Pisala je neumorno dokle god je mogla, a onda se zbog uznapredovale bolesti odlučila na dobrovoljnu eutanaziju. Umrla je u krugu prijatelja i obitelji u Amsterdamu 17. ožujka 2023. u 74. godini života.
Po utjecaju, ugledu, prevođenosti i prijemu njezinih djela u svijetu smatraju je najvažnijom i najistaknutijom među svim dosadašnjim hrvatskim piscima, a po njenoj smrti nekrologe su i članke objavili neki od najvećih svjetskih časopisa i novina.  Na komemoraciji Dubravki Ugrešić u Zagrebu 2023. godine pisac Viktor Ivančić sažeo je poruku njezina pisanja: „Nije država, nego je osoba ta koja ima biti samostalna i suverena”.

## Djela
- Mali plamen (knjiga za djecu, 1971.)
- Filip i Srećica (knjiga za djecu, 1976.)
- Poza za prozu (1978.)
- Nova ruska proza (studija, 1980.)
- Štefica Cvek u raljama života (1981.)
- Život je bajka (1983.)
- Forsiranje romana-reke (1988.)
- Kućni duhovi (knjiga za djecu, 1988.)
- Pljuska u ruci (antologija alternativne ruske proze, 1989.)
- Američki fikcionar (zbirka eseja, 1993.)
- Kultura laži (1996.)
- Muzej bezuvjetne predaje (1998.)
- Zabranjeno čitanje (2001.)
- Ministarstvo boli (2004.)
- Nikog nema doma (2005.)
- Baba Jaga je snijela jaje (2008.)
- Napad na minibar (2010.)[9]
- Europa u sepiji (2013.)
- Lisica (2017.)
- Doba kože (2019.)
- Tu nema ničega! (2020.)
- Crvena škola (2021.)

### Političke pozicije
Ugrešić smatra da "etabliranjem hrvatske države reetablirani endehazijski simboli, poput kune, zastave i državnog grba, tako je reetabliran i endehazijski koncept nacionalne kulture"...
Godine 2017. navodi kako se u Hrvatskoj javno glorificira fašizam.

## Nagrade
- Nagrada "Meša Selimović" (Večernje novosti) (1988.)
- Nagrada "Ksaver Šandor Gjalski" (1988.)
- NIN-ova godišnja nagrada za roman (prva spisateljica koja je dobila nagradu, 1988.)
- Nagrada Grada Zagreba (1989.)
- Godišnja švicarska nagrada za najbolju europsku knjigu eseja  Arhivirana inačica izvorne stranice od 6. srpnja 2011. (Wayback Machine) (Prix Europeen de l’ Essai Charles Veillon, 1996.)
- Njemačka nagrada SWF-Bestenliste Literaturpreis (1998.)
- Nizozemska nagrada "Versetsprijs" (Versetsprijs, Stichting Kunstenaarsverzet 1942 – 1945, 1997.)
- Austrijska nagrada za europsku književnost (Osterreichischen Staatspreis fur Europaische Literatur 1999.)
- Njemačka nagrada za esejistiku "Heinrich Mann" (Heinrich Mann Preis, Akademie Der Kunste Berlin, 2000.)
- Priznanje PEN centra BiH (2002.)
- Nagrada "Katarina Frankopan" (odbila primiti, 2002.)
- Talijanska nagrada Premio Feronia – Citta di Fiano (2004.)
- Britanski Independent Foreign Fiction Prize, uži izbor (2006.)
- Nagrada za književnost Vilenica (Slovenija, 2016.)

## Vanjske poveznice

### Sestrinski projekti
|  | Zajednički poslužitelj ima još gradiva o temi Dubravka Ugrešić |

### Izabrani tekstovi i intervjui
- Dubravka Ugrešić, tekstovi na pescanik.net
- Dubravka Ugrešić - književna zvijezda u amsterdamskom egzilu (intervju), Nacional 442/2004.
- Književnica Dubravka Ugrešić (intervju), Novosti 524/2009.
- Dubravka Ugrešić, American Nails, Sarajevske sveske 2/2003.
- Dubravka Ugrešić, Ženski književni kanon?, Sarajevske sveske 37-38/2012.
- Dubravka Ugrešić, Napad na minibar, zvučna knjiga

### Mrežna mjesta
- Dubravka Ugrešić, www.facebook.com
- Slučaj Vještice iz Ria, www.women-war-memory.org
- Complete Rewiev, stranica s recenzijama i kritikama pojedinih djela
- Dubravka Ugrešić na IMDb-u